# باب‌اسفنجی شلوارمکعبی (فصل ۱۰)
فصل دهم مجموعه تلویزیونی انیمیشن باب اسفنجی شلوار مکعبی است که توسط استیون هیلنبرگ ساخته شده. این فصل از ۱۵ اکتبر ۲۰۱۶ تا ۲ دسامبر ۲۰۱۷ از نیکلدوئون در ایالات متحده پخش شد. این فصل که با «مغز کل‌ها» / «شلوارهای پری دریایی» شروع شد و با پخش «دوستان وحشی» / «پاتریک را بیدار نکن» به پایان رسید، کوتاه‌ترین فصل در تاریخ این سریال است که فقط ۱۱ قسمت را شامل می‌شود به جای طول معمول ۲۶ قسمت.
ساخت این فصل اولین بار در ۲۱ مه ۲۰۱۲ اعلام شد. این قسمت به تهیه کنندگی اجرایی هیلینبرگ بود که برای اولین بار پائول تیبیت خدمه وفادار این سریال در آن حضور نداشت. مجری برنامه‌های این فصل مارک سک کارلی و وینسنت والر بودند که همچنین به عنوان تهیه‌کننده نظارت داشتند.